# 新費多里夫卡 (波洛希區)
47°27′51″N 36°2′44″E / 47.46417°N 36.04556°E
新費多里夫卡（烏克蘭語：Новофедорівка）是位於烏克蘭東南部的村莊，由扎波羅熱州波洛希區的波洛希市鎮負責管轄。該村始建於1880年，面積2.53平方公里，海拔高度82米，2001年人口447，人口密度每平方公里176.9人。